# Russische Meisterschaften im Skispringen 2010
Die russischen Meisterschaften im Skispringen 2010 fanden vom 25. Februar bis zum 3. März auf der Schanzenanlage Tramplin Yugus in Meschduretschensk sowie am 13. März auf der Tramplin in Nischni Nowgorod statt. Die Männer trugen zwei Einzelspringen sowie ein Teamspringen aus, wohingegen bei den Frauen lediglich eine Meisterin gekürt wurde. Erfolgreichstes Föderationssubjekt war die Stadt Moskau, die den Doppelmeister der Männer Roman Trofimow in ihren Reihen hatte. Darüber hinaus gewann das Team aus Moskau auch das Teamspringen der Männer. Bei den Frauen verteidigte Anastassija Gladyschewa ihren Meistertitel. Veranstalter war der russische Skiverband für Skispringen und die Nordische Kombination.

## Austragungsort
| Meschduretschensk |

| Nischni Nowgorod |

| Meschduretschensk |

| Nischni Nowgorod |

## Ergebnis

### Frauen
| Platz | Name                       | Föderationssubjekt      | Weite 1 | Weite 2 | Punkte |
| ----- | -------------------------- | ----------------------- | ------- | ------- | ------ |
| 01.   | Anastassija Gladyschewa    | Region Perm             | 067,5   | 067,0   | 167,5  |
| 02.   | Irina Taktajewa            | Moskau                  | 065,0   | 069,5   | 164,5  |
| 03.   | Marija Sotowa              | Oblast Nischni Nowgorod | 064,0   | 066,5   | 152,5  |
| 04.   | Anastassija Weschtschikowa | Moskau                  | 050,0   | 059,0   | 101,0  |
| 05.   | Elina Gabitowa             | Republik Baschkortostan | 033,0   | 042,0   | 026,5  |
| 06.   | Ewelina Otmachowa          | Oblast Swerdlowsk       | 035,0   | 034,0   | 011,5  |

Datum: 13. März 2010
Schanze: Normalschanze K-80
Russische Meisterin 2009:  Anastassija Gladyschewa
Teilnehmerinnen / Föderationssubjekte: 6 / 5
Anastassija Gladyschewa wurde erneut russische Meisterin. Den weitesten Sprung des Tages zeigte jedoch Irina Taktajewa mit 69,5 Metern im Finaldurchgang.

### Männer

#### Normalschanze
| Platz | Name                    | Föderationssubjekt      | Weite 1 | Weite 2 | Punkte |
| ----- | ----------------------- | ----------------------- | ------- | ------- | ------ |
| 01.   | Roman Trofimow          | Moskau                  | 094,5   | 091,0   | 241,5  |
| 02.   | Stanislaw Oschtschepkow | Moskau                  | 092,0   | 088,0   | 229,5  |
| 03.   | Alexander Sardyko       | Oblast Nischni Nowgorod | 091,5   | 085,0   | 218,0  |
| 04.   | Anton Kalinitschenko    | Moskau                  | 089,0   | 084,5   | 215,0  |
| 05.   | Ilmir Chasetdinow       | Republik Baschkortostan | 089,5   | 083,5   | 211,5  |
| 06.   | Ilja Rosljakow          | Moskau                  | 087,0   | 084,5   | 207,5  |
| 07.   | Alexei Buiwolow         | Oblast Nischni Nowgorod | 086,0   | 086,0   | 207,0  |
| 08.   | Dmitri Ipatow           | Oblast Magadan          | 087,0   | 084,0   | 206,5  |
| 09.   | Georgi Tscherwjakow     | Moskau                  | 085,0   | 085,5   | 206,0  |
| 10.   | Dmitri Sporynin         | Oblast Nischni Nowgorod | 086,5   | 084,0   | 203,0  |

Datum: 27. Februar 2010
Schanze: Normalschanze K-90
Russischer Meister 2009:  Ilja Rosljakow /  Roman Trofimow
Russischer Meister wurde Roman Trofimow. Auf internationaler Ebene hatte er noch keine Weltcup-Punkte erspringen können, doch setzte er sich deutlich durch.

#### Großschanze
| Platz | Name                    | Föderationssubjekt      | Weite 1 | Weite 2 | Punkte |
| ----- | ----------------------- | ----------------------- | ------- | ------- | ------ |
| 01.   | Roman Trofimow          | Moskau                  | 137,0   | 144,0   | 303,8  |
| 02.   | Georgi Tscherwjakow     | Moskau                  | 119,0   | 136,0   | 258,5  |
| 03.   | Dmitri Ipatow           | Oblast Magadan          | 114,0   | 132,0   | 236,8  |
| 04.   | Ilmir Chasetdinow       | Republik Baschkortostan | 125,0   | 121,0   | 235,8  |
| 05.   | Ilja Rosljakow          | Moskau                  | 116,5   | 125,5   | 232,6  |
| 06.   | Stanislaw Oschtschepkow | Moskau                  | 116,0   | 126,5   | 232,0  |
| 07.   | Alexander Sardyko       | Oblast Nischni Nowgorod | 120,5   | 121,5   | 225,6  |
| 08.   | Dmitri Sporynin         | Oblast Nischni Nowgorod | 122,5   | 119,0   | 225,2  |
| 09.   | Alexei Buiwolow         | Oblast Nischni Nowgorod | 116,5   | 123,0   | 222,6  |
| 10.   | Alexei Wostrezow        | Oblast Nischni Nowgorod | 113,0   | 119,5   | 210,0  |

Datum: 12. März 2011
Schanze: Großschanze K-120
Russischer Meister 2009: nicht ausgetragen
Teilnehmer / Föderationssubjekte: 58 / 11
In Abwesenheit von Dmitri Wassiljew und Denis Kornilow gewann Roman Trofimow auch von der Großschanze mit großem Vorsprung. Im zweiten Durchgang stellte er mit 144 Metern zudem einen neuen inoffiziellen Schanzenrekord auf.

#### Team
| Platz | Team                       | Namen                                                                        | Weite 1                 | Weite 2 | Punkte |
| ----- | -------------------------- | ---------------------------------------------------------------------------- | ----------------------- | ------- | ------ |
| 01.   | Moskau I                   | Ilja Rosljakow Anton Kalinitschenko Georgi Tscherwjakow Roman Trofimow       | 116,5 111,5 119,0 137,0 | —       | 462,7  |
| 02.   | Oblast Nischni Nowgorod I  | Alexei Wostrezow Dmitri Sporynin Alexei Buiwolow Alexander Sardyko           | 113,0 122,5 116,5 120,5 | —       | 430,0  |
| 03.   | Moskau II                  | Pawel Jeremejewski Stanislaw Oschtschepkow Jegor Ussatschew Sergei Bytschkow | 088,0 110,0 102,0 102,5 | —       | 289,0  |
| 03.   | Republik Baschkortostan    | Witali Woina Ramil Sarifullin Ilmir Chasetdinow Emil Muljukow                | 090,0 077,0 125,0 110,5 | —       | 289,0  |
| 03.   | Oblast Nischni Nowgorod II | Iwan Lanin Michail Maximotschkin Alexander Schuwalow Sergei Koschewnikow     | 082,5 107,5 101,0 109,0 | —       | 289,0  |

Datum: 2. März 2010
Schanze: Großschanze K-120
Russischer Meister 2009:  Moskau
Teilnehmende Teams / Föderationssubjekte: 12 / 8
Weitere Platzierungen:

06. Platz:  Sankt Petersburg I

07. Platz:  Oblast Magadan

08. Platz:  Sankt Petersburg II

09. Platz:  Oblast Kirow

10. Platz:  Region Perm

11. Platz:  Oblast Kemerowo

außer Konkurrenz:  Moskau III

Es floss lediglich ein Durchgang in die Endwertung ein. Das Team aus Moskau verteidigte seinen Titel. Den weitesten Sprung zeigte erneut Roman Trofimow, der damit sein Team noch vom zweiten Rang zum Sieg sprang und somit seinen dritten Titel bei diesen Meisterschaften gewann. Die zweite Moskauer Mannschaft holte Bronze. Die außer Konkurrenz springende dritte Mannschaft der Hauptstadt erreichte eine Punktzahl, die Platz acht bedeutet hätte.

## Medaillenspiegel
| Platz | Föderationssubjekt      |   |   |   |    |
| ----- | ----------------------- | - | - | - | -- |
| 1     | Moskau                  | 3 | 3 | 1 | 6  |
| 2     | Region Perm             | 1 | 0 | 0 | 1  |
| 3     | Oblast Nischni Nowgorod | 0 | 1 | 3 | 4  |
| 4     | Republik Baschkortostan | 0 | 0 | 1 | 1  |
|       | Oblast Magadan          | 0 | 0 | 1 | 1  |
| Total | Total                   | 4 | 4 | 6 | 14 |